# 해골기사님은 지금 이세계 모험 중

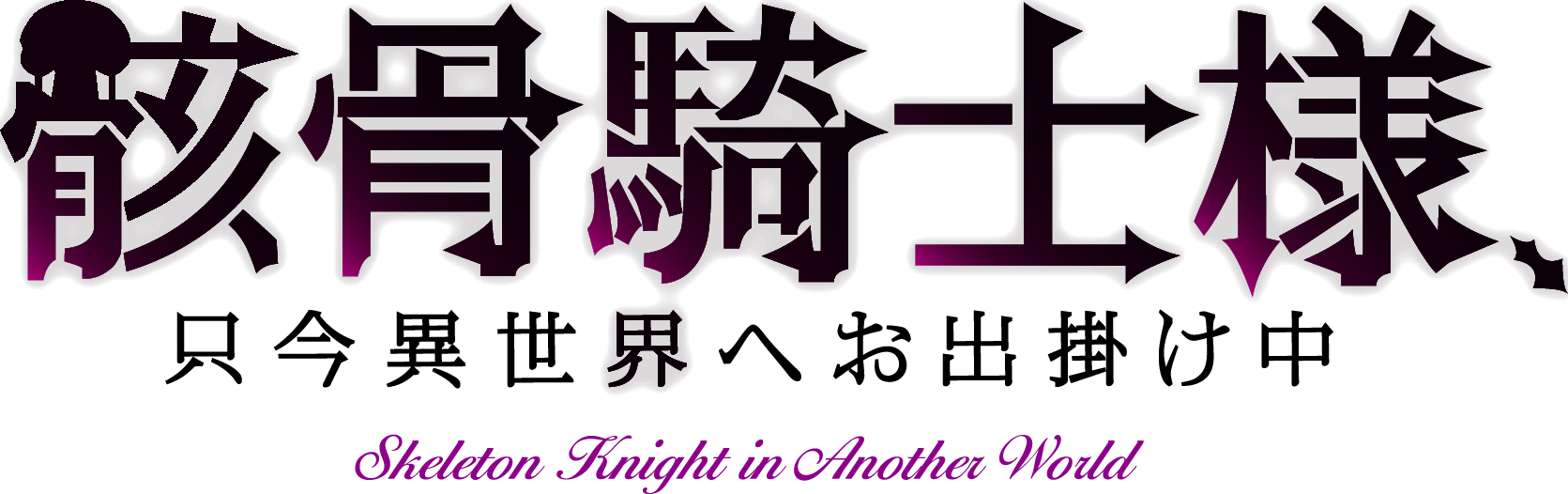

해골기사님은 지금 이세계 모험 중~(骸骨騎士様、只今異世界へお出掛け中)는 하카리 엔키(작가), KeG(일러스트)가 원작한 일본의 라이트 노벨 소설 작품이다. 2015년 6월부터 오버랩 노벨즈(오버랩)에서 간행.

## 줄거리
주인공은 온라인 게임 세계로 자신의 게임 캐릭터인 아크의 모습과 능력으로 전이됐다. 게임에서 갖추고 있던 최강급 무기 방어구가 있고 천기사가 될 때까지 외웠던 마법도 사용할 수 있으며, 게임 중 최대 수준인 255까지 캐릭터를 단련했기 때문에 아크는 다른 세계에서의 생활에 아무런 불편을 느끼지 않았다.다만 갑옷 안의 모습도 캐릭터 그대로의 해골인간 상태였기 때문에, 사람들 앞에서는 부주의하게 투구조차 벗을 수 없다. 그러나 아크는 깊은 고민 없이 다크 엘브 아리안 그레니스 메이플, 정령수 폰타, 수인 치요메와 함께 멋대로 다른 세계를 여행하게 됐다.